# Dragana, Loveci
Dragana (în bulgară Драгана) este un sat în comuna Ugărcin, regiunea Loveci,  Bulgaria. 

## Demografie
Componența etnică a satului Dragana
     Bulgari (98,35%)
     Nicio identificare (1,64%)
     Altele (0%)
La recensământul din 2011, populația satului Dragana era de 243 locuitori. Din punct de vedere etnic, majoritatea locuitorilor (98,35%) erau bulgari. Pentru 1,64% din locuitori nu este cunoscută apartenența etnică.